# Orazio Giaccio
Orazio Giaccio (ur. ok. 1590 w Aversa, zm. w lub po 1660 prawd. w Neapolu)  – włoski kompozytor i śpiewak (bas) okresu baroku.
Pomiędzy 1614 a 1632 był z przerwami śpiewakiem w neapolitańskiej Basilica della Santissima Annunziata Maggiore. W 1620 wstąpił do klasztoru Celestynów przy San Pietro a Majella w Neapolu.
We wczesnych latach twórczości pisał utwory świeckie (pieśni i arie), po swoich święceniach zakonnych zajął się komponowaniem muzyki religijnej. Stylistycznie jego twórczość zalicza się do szkoły neapolitańskiej.

## Zachowane utwory
- Canzonette in aria spagnola e italiana, (Neapol, 1613–1618)
- Pastorale sulla ciaccona, (1645)
- Peccatori su, su - Pastorale per due tenori e strumenti